# Bilderbergconferentie 2015
De Bilderbergconferentie van 2015 werd gehouden van 11 tot en met 14 juni 2015 in het Interalpen-Hotel Tyrol in het Oostenrijkse Telfs-Buchen. Het was de 63ste conferentie.
Hieronder zijn de agenda en de namen van de deelnemers vermeld. Achter de naam van de opgenomen deelnemers staat de hoofdfunctie die ze op het moment van uitnodiging uitoefenden.

## Agenda
- Artificial Intelligence (kunstmatige intelligentie)
- Cybersecurity (internetcriminaliteit)
- Chemical Weapons Threats (bedreiging door chemische wapens)
- Current Economic Issues (actuele economische thema's)
- European Strategy (Europese strategie)
- Globalisation (mondialisering)
- Greece (Griekenland)
- Iran (Iran)
- Middle East (Midden-Oosten)
- NATO (NAVO)
- Russia (Rusland)
- Terrorism (terrorisme)
- United Kingdom (Verenigd Koninkrijk)
- USA (Verenigde Staten)
- US Elections (Amerikaanse presidentsverkiezingen 2016)

## Deelnemers
| Naam                         | Functie                                                                                       | Land                |
| ---------------------------- | --------------------------------------------------------------------------------------------- | ------------------- |
| Henri de Castries            | Voorzitter, Bilderberg Meetings; voorzitter en Bestuursvoorzitter, AXA Group                  | Frankrijk           |
| Paul Achleitner              | Voorzitter van het Supervisory Board, Deutsche Bank AG                                        | Duitsland           |
| Marcus Agius                 | Non-Executive Chairman, PA Consulting Group                                                   | Verenigd Koninkrijk |
| Thomas Ahrenkiel             | Director, Danish Intelligence Service (DDIS)                                                  | Denemarken          |
| John Allen                   | Special Presidential Envoy for the Global Coalition to Counter ISIL, US Department of State   | Verenigde Staten    |
| Roger C. Altman              | Executive Chairman, Evercore                                                                  | Verenigde Staten    |
| Anne Applebaum               | Director of Transitions Forum, Legatum Institute                                              | Polen               |
| Matti Apunen                 | Director, Finnish Business and Policy Forum EVA                                               | Finland             |
| Zoë Baird                    | Bestuursvoorzitter en President, Markle Foundation                                            | Verenigde Staten    |
| Edward Balls                 | Voormalig Shadow Chancellor of the Exchequer                                                  | Verenigd Koninkrijk |
| Francisco Pinto Balsemão     | Voorzitter, Impresa SGPS                                                                      | Portugal            |
| José M. Durão Barroso        | Voormalig president van de Europese Commissie                                                 | Portugal            |
| Nicolas Baverez              | Partner, Gibson, Dunn & Crutcher LLP                                                          | Frankrijk           |
| René Benko                   | Oprichter, SIGNA Holding GmbH                                                                 | Oostenrijk          |
| Franco Bernabè               | Voorzitter, FB Group SRL                                                                      | Italië              |
| Ben van Beurden              | Bestuursvoorzitter, Royal Dutch Shell plc                                                     | Nederland           |
| Laurent Bigorgne             | Director, Institut Montaigne                                                                  | Frankrijk           |
| Laurence Boone               | Special Advisor on Financial and Economic Affairs to the President                            | Frankrijk           |
| Ana Botín                    | Voorzitter, Banco Santander                                                                   | Spanje              |
| Svein Richard Brandtzæg      | President en Bestuursvoorzitter, Norsk Hydro ASA                                              | Noorwegen           |
| Oscar Bronner                | Publisher, Standard Verlagsgesellschaft                                                       | Oostenrijk          |
| William Joseph Burns         | President, Carnegie Endowment for International Peace                                         | Verenigde Staten    |
| Patrick Calvar               | Director General, DGSI                                                                        | Frankrijk           |
| Juan Luis Cebrián Echarri    | Executive Chairman, Grupo PRISA                                                               | Spanje              |
| Edmund Clark                 | Retired Executive, TD Bank Group                                                              | Canada              |
| Benoît Coeuré                | Member of the Executive Board, Europese Centrale Bank                                         | Frankrijk           |
| Andrew Coyne                 | Editor, Editorials and Comment, National Post                                                 | Canada              |
| Mikael Damberg               | Minister for Enterprise and Innovation                                                        | Zweden              |
| Karel De Gucht               | Voormalig EU Trade Commissioner, Minister van Staat                                           | België              |
| Jeroen Dijsselbloem          | Minister van Financiën                                                                        | Nederland           |
| Thomas Donilon               | Voormalig U.S. National Security Advisor; Partner en vicevoorzitter, O'Melveny & Myers LLP    | Verenigde Staten    |
| Mathias Döpfner              | Bestuursvoorzitter, Axel Springer SE                                                          | Duitsland           |
| Ann Dowling                  | President, Royal Academy of Engineering                                                       | Verenigd Koninkrijk |
| Regina Dugan                 | Vice President for Engineering, Advanced Technology and Projects, Google                      | Verenigde Staten    |
| Trine Eilertsen              | Political Editor, Aftenposten                                                                 | Noorwegen           |
| Merete Eldrup                | Bestuursvoorzitter, TV 2 Danmark A/S                                                          | Denemarken          |
| John Elkann                  | Voorzitter en Bestuursvoorzitter, EXOR; Voorzitter, Fiat Chrysler Automobiles                 | Italië              |
| Thomas Enders                | Bestuursvoorzitter, Airbus Group                                                              | Duitsland           |
| Mary Erdoes                  | Bestuursvoorzitter, JP Morgan Asset Management                                                | Verenigde Staten    |
| Rona Fairhead                | Voorzitter, BBC Trust                                                                         | Verenigd Koninkrijk |
| Ulrik Federspiel             | Executive Vice President, Haldor Topsøe A/S                                                   | Denemarken          |
| Martin Feldstein             | President Emeritus, NBER; Professor of Economics, Harvard University                          | Verenigde Staten    |
| Niall Ferguson               | Professor of History, Harvard University, Gunzberg Center for European Studies                | Verenigd Koninkrijk |
| Heinz Fischer                | Bondspresident van Oostenrijk                                                                 | Oostenrijk          |
| Douglas Flint                | Group Chairman, HSBC Holdings plc                                                             | Verenigd Koninkrijk |
| Christoph Franz              | Chairman of the Board, F. Hoffmann-La Roche Ltd                                               | Zwitserland         |
| Louise Fresco                | President en Chairman Executive Board, Wageningen University & Research centre                | Nederland           |
| Kenneth Griffin              | Oprichter en Bestuursvoorzitter, Citadel Investment Group, LLC                                | Verenigde Staten    |
| Lilli Gruber                 | Executive Editor en Anchor “Otto e mezzo”, La7 TV                                             | Italië              |
| Sergei Guriev                | Professor of Economics, Sciences Po                                                           | Rusland             |
| Gönenç Gürkaynak             | Managing Partner, ELIG Law Firm                                                               | Turkije             |
| Alfred Gusenbauer            | Voormalig bondskanselier van Oostenrijk                                                       | Oostenrijk          |
| Victor Halberstadt           | Professor of Economics, Leiden University                                                     | Nederland           |
| Erich Hampel                 | Voorzitter, UniCredit Bank Austria AG                                                         | Oostenrijk          |
| Demis Hassabis               | Vice President of Engineering, Google DeepMind                                                | Verenigd Koninkrijk |
| Wolfgang Hesoun              | Bestuursvoorzitter, Siemens Austria                                                           | Oostenrijk          |
| Philipp Hildebrand           | Vicevoorzitter, BlackRock Inc.                                                                | Zwitserland         |
| Reid Hoffman                 | Co-oprichter en Executive Chairman, LinkedIn                                                  | Verenigde Staten    |
| Wolfgang Ischinger           | Voorzitter, Munich Security Conference                                                        | Duitsland           |
| Kenneth M. Jacobs            | Voorzitter en Bestuursvoorzitter, Lazard                                                      | Verenigde Staten    |
| Julia Jäkel                  | Bestuursvoorzitter, Gruner + Jahr                                                             | Duitsland           |
| James A. Johnson             | Voorzitter, Johnson Capital Partners                                                          | Verenigde Staten    |
| Alain Juppé                  | Burgemeester van Bordeaux, voormalig premier                                                  | Frankrijk           |
| Joe Kaeser                   | President en Bestuursvoorzitter, Siemens AG                                                   | Duitsland           |
| Alex Karp                    | Bestuursvoorzitter, Palantir Technologies                                                     | Verenigde Staten    |
| Gilles Kepel                 | University Professor, Sciences Po                                                             | Frankrijk           |
| John Kerr                    | Deputy Chairman, Scottish Power                                                               | Verenigd Koninkrijk |
| Ilhan Kesici                 | Turks parlementslid                                                                           | Turkije             |
| Henry Kissinger              | Voorzitter, Kissinger Associates, Inc.                                                        | Verenigde Staten    |
| Klaus Kleinfeld              | Voorzitter en Bestuursvoorzitter, Alcoa                                                       | Verenigde Staten    |
| Klaas Knot                   | President, De Nederlandsche Bank                                                              | Nederland           |
| Mustafa V. Koç               | Voorzitter, Koç Holding A.S.                                                                  | Turkije             |
| Konrad Kogler                | Director General, Directorate General for Public Security                                     | Oostenrijk          |
| Henry Kravis                 | Co-voorzitter en Co-Bestuursvoorzitter, Kohlberg Kravis Roberts & Co.                         | Verenigde Staten    |
| Marie-Josée Kravis           | Senior Fellow en Vicevoorzitter, Hudson Institute                                             | Verenigde Staten    |
| André Kudelski               | Voorzitter en Bestuursvoorzitter, Kudelski Group                                              | Zwitserland         |
| Kurt Lauk                    | President, Globe Capital Partners                                                             | Duitsland           |
| Carola Lemne                 | Bestuursvoorzitter, The Confederation of Swedish Enterprise                                   | Zweden              |
| Stuart Levey                 | Chief Legal Officer, HSBC Holdings plc                                                        | Verenigde Staten    |
| Ursula von der Leyen         | Minister van Defensie                                                                         | Duitsland           |
| Thomas Leysen                | Chairman of the Board of Directors, KBC Groep                                                 | België              |
| Shiraz Maher                 | Senior Research Fellow, ICSR, King's College London                                           | Verenigd Koninkrijk |
| Lassen, Christina Markus     | Head of Department, Ministry of Foreign Affairs, Security Policy and Stabilisation            | Denemarken          |
| Jessica Mathews              | Distinguished Fellow, Carnegie Endowment for International Peace                              | Verenigde Staten    |
| James Mattis                 | Distinguished Visiting Fellow, Hoover Institution, Stanford University                        | Verenigde Staten    |
| Pierre Maudet                | Vice-President of the State Council, Department of Security, Police and the Economy of Geneva | Zwitserland         |
| David McKay                  | President en Bestuursvoorzitter, Royal Bank of Canada                                         | Canada              |
| Nuray Mert                   | Columnist, Professor of Political Science, Istanbul University                                | Turkije             |
| Jim Messina                  | Bestuursvoorzitter, The Messina Group                                                         | Verenigde Staten    |
| Charles Michel               | Premier                                                                                       | België              |
| John Micklethwait            | Editor-in-Chief, Bloomberg LP                                                                 | Verenigde Staten    |
| Zanny Minton Beddoes         | Editor-in-Chief, The Economist                                                                | Verenigd Koninkrijk |
| Mario Monti                  | Senator voor het leven ; President, Bocconi University                                        | Italië              |
| Leena Mörttinen              | Executive Director, The Finnish Family Firms Association                                      | Finland             |
| Craig Mundie                 | Principal, Mundie & Associates                                                                | Verenigde Staten    |
| Heather Munroe-Blum          | Voorzitter, Canada Pension Plan Investment Board                                              | Canada              |
| Beatrix der Nederlanden      | Prinses der Nederlanden                                                                       | Nederland           |
| Michael O'Leary              | Bestuursvoorzitter, Ryanair Plc                                                               | Ierland             |
| George Osborne               | First Secretary of State en Chancellor of the Exchequer                                       | Verenigd Koninkrijk |
| Soli Özel                    | Columnist, Haberturk Newspaper; Senior Lecturer, Kadir Has University                         | Turkije             |
| Dimitri Papalexopoulos       | Group Bestuursvoorzitter, Titan Cement Co.                                                    | Griekenland         |
| Catherine Pégard             | President, Public Establishment van het Musée des châteaux de Versailles et de Trianon        | Frankrijk           |
| Richard Perle                | Resident Fellow, American Enterprise Institute                                                | Verenigde Staten    |
| David Petraeus               | Voorzitter, KKR Global Institute                                                              | Verenigde Staten    |
| Panagiotis Pikrammenos       | Honorary President of The Hellenic Council of State                                           | Griekenland         |
| Heather M. Reisman           | Voorzitter en Bestuursvoorzitter, Indigo Books & Music Inc.                                   | Canada              |
| Gianfelice Rocca             | Voorzitter, Techint Group                                                                     | Italië              |
| Gerhard Roiss                | Bestuursvoorzitter, OMV Austria                                                               | Oostenrijk          |
| Robert Rubin                 | Co-voorzitter, Council on Foreign Relations; Voormalig Secretary of the Treasury              | Verenigde Staten    |
| Mark Rutte                   | Minister-president                                                                            | Nederland           |
| Karim Sadjadpour             | Senior Associate, Carnegie Endowment for International Peace                                  | Verenigde Staten    |
| Pedro Sánchez Pérez-Castejón | Leader, Partido Socialista Obrero Español PSOE                                                | Spanje              |
| John Sawers                  | Voorzitter en Partner, Macro Advisory Partners                                                | Verenigd Koninkrijk |
| Selin Sayek Böke             | Vice President, Republican People’s Party                                                     | Turkije             |
| Eric Schmidt                 | Executive Chairman, Google Inc.                                                               | Verenigde Staten    |
| Rudolf Scholten              | Bestuursvoorzitter, Österreichische Kontrollbank AG                                           | Oostenrijk          |
| Jean-Dominique Senard        | Bestuursvoorzitter, Michelin Group                                                            | Frankrijk           |
| Karl Sevelda                 | Bestuursvoorzitter, Raiffeisen Bank International AG                                          | Oostenrijk          |
| Jens Stoltenberg             | Secretaris-generaal van de NAVO                                                               | Noorwegen           |
| Alexander Stubb              | Minister-president                                                                            | Finland             |
| Katrin Suder                 | Onderminister van Defensie                                                                    | Duitsland           |
| Peter Sutherland             | UN Special Representative; Voorzitter, Goldman Sachs International                            | Ierland             |
| Carl-Henric Svanberg         | Voorzitter, BP plc; Voorzitter, AB Volvo                                                      | Zweden              |
| Olaug Svarva                 | Bestuursvoorzitter, The Government Pension Fund Norway                                        | Noorwegen           |
| Peter Thiel                  | President, Thiel Capital                                                                      | Verenigde Staten    |
| Loukas Tsoukalis             | President, Hellenic Foundation for European and Foreign Policy                                | Griekenland         |
| Ahmet Üzümcü                 | Directeur-Generaal, Organisatie voor het Verbod op Chemische Wapens                           | Turkije             |
| António Vitorino             | Partner, Cuetrecasas, Concalves Pereira, RL                                                   | Portugal            |
| Jacob Wallenberg             | Voorzitter, Investor AB                                                                       | Zweden              |
| Vin Weber                    | Partner, Mercury LLC                                                                          | Verenigde Staten    |
| Martin Wolf                  | Chief Economics Commentator, The Financial Times                                              | Verenigd Koninkrijk |
| James Wolfensohn             | Voorzitter en Bestuursvoorzitter, Wolfensohn and Company                                      | Verenigde Staten    |
| Robert Zoellick              | Voorzitter, Board of International Advisors, The Goldman Sachs Group                          | Verenigde Staten    |

1954 ·
1955 (1) ·
1955 (2) ·
1956 ·
1957 (1) ·
1957 (2) ·
1958 ·
1959 ·
1960 ·
1961 ·
1962 ·
1963 ·
1964 ·
1965 ·
1966 ·
1967 ·
1968 ·
1969 ·
1970 ·
1971 ·
1972 ·
1973 ·
1974 ·
1975 ·
(1976) ·
1977 ·
1978 ·
1979 ·
1980 ·
1981 ·
1982 ·
1983 ·
1984 ·
1985 ·
1986 ·
1987 ·
1988 ·
1989 ·
1990 ·
1991 ·
1992 ·
1993 ·
1994 ·
1995 ·
1996 ·
1997 ·
1998 ·
1999 ·
2000 ·
2001 ·
2002 ·
2003 ·
2004 ·
2005 ·
2006 ·
2007 ·
2008 ·
2009 ·
2010 ·
2011 ·
2012 ·
2013 ·
2014 ·
2015 ·
2016 ·
2017 ·
2018 ·
2019 ·
2020 ·
2021 ·
2022 ·
2023